# Partido Nacional Basoto
El Partido Nacional Basoto (en inglés: Basotho National Party o BNP) es un partido político lesotense de tendencia centroderechista y populista fundado en 1959, que dominó la vida política del país desde 1965 hasta el golpe de Estado de 1986. Bajo el liderazgo de Leabua Jonathan, tras la derrota del BNP en las elecciones de 1970, se estableció una dictadura bajo el estado de excepción que se prolongó cerca de dieciséis años, hasta que las Fuerzas Armadas derrocaron a Jonathan en enero de 1986.
Con el regreso de la democracia en 1993, el BNP fue el segundo partido más votado, con un 23% de los votos, pero no logró recibir ningún escaño con los 65 asientos siendo ganados por el Partido del Congreso de Basutolandia. Sufrió una derrota similar en las elecciones parlamentarias de mayo de 1998, en la que ganó un 24,5% de los votos, pero solo un asiento en la Asamblea Nacional. Debido a su falta de éxito en ganar electorales, el partido buscó la introducción de la representación proporcional para decidir la asignación de asientos. Posteriormente se introdujo un sistema mixto que proporciona durante 40 escaños compensatorios que se decide a través de la representación proporcional (además de los 80 asientos por circunscripción).
Metsing Lekhanya, el líder del golpe de 1986, fue elegido como líder del partido de la BNP en su Conferencia en marzo de 1999. En las elecciones para la Asamblea Nacional celebradas el 25 de mayo de 2002, el partido ganó 21 escaños compensatorios a través de la representación proporcional.
En las elecciones de 2007, el partido solo obtuvo tres escaños, que ascendieron a 5 en 5. Allí, formó parte del gobierno de coalición de Tom Thabane, que saldría del poder en 2015. En dichas elecciones, el BNP obtuvo 7 escaños.

## Resultados electorales
| Año  | # de votos | % de votos | # de escaños | +/– | Posición        |
| ---- | ---------- | ---------- | ------------ | --- | --------------- |
| 1960 | 7.002      | 19.80      | 1/40         |     | Oposición       |
| 1965 | 108.140    | 42.01      | 31/60        | 30  | En el gobierno  |
| 1970 | 104.537    | 42.23      | 23/60        | 8   | Oposición       |
| 1985 | -          | -          | 60/60        | 37  | En el gobierno  |
| 1993 | 120.686    | 22.62      | 0/65         | 60  | No representado |
| 1998 | 145.210    | 24.51      | 1/80         | 1   | Oposición       |
| 2002 | 124.234    | 22.40      | 21/120       | 20  | Oposición       |
| 2007 | 29.965     | 5.53       | 3/120        | 18  | Oposición       |
| 2012 | 23.788     | 4.31       | 5/120        | 2   | En el gobierno  |
| 2015 | 31.508     | 5.53       | 7/120        | 2   | Oposición       |
| 2017 | 23.541     | 4.05       | 5/120        | 2   | En el gobierno  |
| 2022 | 7.343      | 1.43       | 1/120        | 4   | Oposición       |